# Петловац
Петловац (мађ. Baranyaszentistván) је насељено место и средиште истоимене општине у Барањи, Република Хрватска.
Данас је општина Петловац јединица локалне самоуправе у саставу Осјечко-барањске жупаније и представља простор од 93,31 .

## Историја
До територијалне реорганизације у Хрватској, налазио се у саставу старе општине Бели Манастир.

## Становништво
На попису становништва 2011. године, општина Петловац је имала 2.405 становника, од чега у самом Петловцу 714.

## Попис 1991.
На попису становништва 1991. године, насељено место Петловац је имало 1.012 становника, следећег националног састава:
| Попис 1991.‍   | Попис 1991.‍  | Попис 1991.‍ | Попис 1991.‍ | Попис 1991.‍ |
| ------------- | ------------ | ----------- | ----------- | ----------- |
|               |              |             |             |             |
| Хрвати        | Хрвати       |             | 843         | 83,30%      |
| Срби          | Срби         |             | 51          | 5,03%       |
| Југословени   | Југословени  |             | 37          | 3,65%       |
| Мађари        | Мађари       |             | 25          | 2,47%       |
| Словенци      | Словенци     |             | 11          | 1,08%       |
| Црногорци     | Црногорци    |             | 7           | 0,69%       |
| Немци         | Немци        |             | 5           | 0,49%       |
| Муслимани     | Муслимани    |             | 1           | 0,09%       |
| неопредељени  | неопредељени |             | 15          | 1,48%       |
| непознато     | непознато    |             | 17          | 1,67%       |
| укупно: 1.012 |              |             |             |             |